# (2096) Väinö
(2096) Väinö est un astéroïde de la ceinture principale.

## Description
(2096) Väinö est un astéroïde de la ceinture principale. Il fut découvert le 18 octobre 1939 à Turku par Yrjö Väisälä. Il présente une orbite caractérisée par un demi-grand axe de 2,44 UA, une excentricité de 0,24 et une inclinaison de 1,0° par rapport à l'écliptique.

## Compléments